# 赤いナースコール
『赤いナースコール』（あかいナースコール）は、2022年7月11日から9月26日までテレビ東京系列の「ドラマプレミア23」枠にて放送されたテレビドラマ。主演は佐藤勝利（Sexy Zone）。
秋元康の企画・原作による、病院を舞台にしたミステリー&ラブサスペンス。秋元が同枠の放送作品で原作を手掛けるのは、本作で4作連続となる。

## あらすじ
若手脚本家の春野翔太朗は、交際相手の三森アリサが運転する車で彼女の実家に向かっていた。途中の山道で不意に現れた対向車を避けようとして起きた事故で、2人とも人里から離れた榎木田記念病院に搬送される。榎木田誠が院長を務める病院でしばらく入院することとなった2人は、どこか個性的で奇妙な入院患者と何か含みのある医師や看護師たちに、得も言われぬ違和感を感じる。
2人が入院して間もなく、病院の外で起きていた不気味な連続殺人に呼応するかのごとく、病院内でも不可解な殺人事件が連続して発生する。何故か翔太朗と同じ病室の入院患者や関係者ばかりが次々と殺される事件に強い興味を示す古岡警察署刑事の工藤文世も巻き込んで、複雑に入り組んだ人間ドラマと猟奇的連続殺人が展開していく。

## キャスト

### 主要人物
春野翔太朗（はるの しょうたろう）〈25〉
演 - 佐藤勝利（Sexy Zone）
主人公。若手脚本家。交際相手・三森アリサの両親に会うためのドライブ中に交通事故に遭い、右足・左腕にギブスの状態で榎木田記念病院で意識を回復する。一緒に事故に遭い入院しているアリサとの面会を先延ばしにされる。
2年前に町田で発生した、榎木田医院長の実子・三上誠一の殺害事件をモチーフにした脚本の「セクシー刑事」で脚本家デビューしており、遺族の神経を逆なでしたことで榎木田から復讐の標的として命を狙われていた。313号室の殺害された患者たちが全員、町田の殺人事件と接点があることに気づき、事件を調べたことで恋人の三森アリサが、被害者・三上誠一の交際相手・藤森渚の妹であることを知り、彼女が復讐のため榎木田記念病院に自分を入院させようと誘導していたことを突き止める。アリサの報復を甘んじて受けようとするが、自身をだまそうとしたことの償いに、アリサが自決してしまう。
最後は、自身が愛する交際相手・アリサを失ってしまった二次被害者として、復讐を誓う榎木田医院長と対峙するシーンで物語は幕を下ろす。
三森アリサ（みもり アリサ）
演 - 福本莉子
ヒロイン。翔太朗の彼女。父親は経済学分野の大学教授。翔太朗とともに交通事故に遭い、右の頬を損傷するなど重傷を負って榎木田記念病院に入院する。
実際は右の頬はほぼ無傷で、榎木田院長の指示で主治医の石原が血のりを付けるなど工作してまで入院させられており、事故に遭ったことが警察から実家に報告されていない。
その正体は町田で殺害された三上誠一の交際相手である藤森渚の妹・藤森アリサで、姉の渚が誠一を殺害した新沼亮太を復讐のため自動車で衝突して殺害し、その際、姉は頭部強打で亡くなり、大学教授であった父は責任を取るために自殺し、母は一連の事件のショックで精神を病んで入院生活を送り、一家崩壊していた。そこに榎木田医院長から、息子の三上誠一を見殺しにし、姉の二次被害を発生させ、ゴシップ記事や事件を題材としたドラマ制作で遺族の神経を逆なでした者たちへの復讐を持ち掛けられ、素性を隠し翔太朗に近づいて交際相手となり、榎木田記念病院に入院するよう誘導していた。
しかし、復讐の相手である翔太朗と交際するうちに、翔太朗の優しさに惹かれ本当に好きになってしまったことから、翔太朗への復讐を躊躇し、彼をだましていたことへの自責の念から復讐に用いようとしていたナイフで自らを刺し、息絶える。

### 榎木田記念病院
翔太朗とアリサが入院する病院。ナースコールを押しても看護師が来なければ、その患者は亡くなるという都市伝説がある。

#### スタッフ
榎木田誠
演 - 鹿賀丈史
院長。古岡警察署の署長とは旧知の仲。
榎木田家の婿養子で、旧姓は三上。入院中の高齢女性・三上多恵の実子であった。
翔太朗の脚本家デビュー作「セクシー刑事」シリーズのファンと名乗り、翔太朗に接近するが、マニアックな関東ローカルの深夜ドラマで、時代劇と「料理の鉄人」しかテレビを見ないはずだと西垣が証言したことで、翔太朗たちに不審がられる。
2年前、コンビニ前で殺害された三上誠一は西垣との間に設けた実子であり、事件の一部始終を目撃しながら警察へ通報せず見殺しにし、事件のゴシップ記事や事件を題材にしたドラマで遺族の神経を逆なでした者たちへの復讐を決意し、巧妙に榎木田記念病院の313号室に復讐の標的を集め、息子が殺害された凶器と同じ電動ノコギリを使い、同じ痛みを与え次々と殺害していた。
病院内の殺人犯と知った工藤が、313号室で翔太朗を正に殺害しようとするところに現れ、左肩を狙撃されるが、反撃に転じ、工藤の胴体を電動ノコギリで真っ二つに切断して殺害する。
切断された工藤の下半身を持ち、引きずりながら病院内を歩いているところを、アリサの亡骸を抱く車椅子の翔太朗と対峙する。
西垣小百合〈66〉
演 - 浅田美代子（45年前：伊藤麗）
翔太朗を担当する新人看護師。福山雅治のファン。
自称21歳で、福山雅治のことを自分より年上と言う。
榎木田医院長は元夫と石原医師に告げる。
45年前、21歳の時に虐待を働く父親を持つ娘に頼まれ、313号室に入院していたその父親からのナースコールを無視し、見殺しにしており、そのことを忘れないため、それ以降、21歳と自称していた。
離婚した前夫の誠（榎木田医院長）が榎木田玲子と再婚しなければ、息子の誠一が死ぬことはなかったと、彼女を逆恨みして病院内で玲子の額や腹部にネイルガンで釘を打ち付け殺害するが、玲子が抵抗した際に自身にも釘が打たれたため、しばらく歩いたところで床に崩れ落ちる。
石原祐二
演 - 板尾創路
翔太朗とアリサの担当医。慶早大学付属病院から招聘され赴任している。
看護師の野田や山根と病院内で秘かに情事に及び、他にも多数の女性看護師や患者にも手当たり次第に手を出しており、気に入った相手を焼肉店での食事デートに誘う。
その正体はチャイコフスキーの連続猟奇殺人犯で、病院広報の遠山を真空パックに入れて殺害した際、病院の防犯カメラの映像データの入ったUSBメモリを回収しており、そのUSBメモリと交換に、病院の旧館に保管していた、これまで殺害してきた人物から持ち去った、「生きていた証」である切断した人体の部位を真空パックした標本のコレクションを、榎木田医院長から渡される。
これまでの連続殺人の殺害動機が、ただ殺したいから殺害したという自身の常軌を逸した考えを棚に上げ、電動ノコギリで復讐の標的を殺害し、遺体を切断する榎木田医院長をサイコパス扱いして声高に笑う。
山根ミク
演 - ベッキー
看護師。313号室の患者の担当。野田の死後は、アリサも担当する。
野田看護師と関係している石原医師と、病院内で情事に及ぶ。
病院広報の遠山が患者の津田から入手するよう命じられていた病院不正会計の書類を自分に提出するよう、遠山を脅す電話をかけるが、裏ではその津田と繋がっていた。
石原医師がチャイコフスキーの連続猟奇殺人犯と知り、彼の殺人の手助けをしており、石原が病院を去ることを悟ると、彼に殺されることを懇願したが、殺されたい人を殺害するのは単なる自殺ほう助で、命乞いされる殺人の醍醐味がないと断られる。なおも彼を愛していると訴え、人体持ち去りの戦利品として石原が「心」を所望したことから、自らナイフで胸を刺し、心臓を取り出そうとしながら息絶える。
野田千鶴子〈42〉
演 - 上地春奈
3号棟の看護師。アリサの担当。
既婚者で子供がいるが、石原医師と御遺体が安置された夜の病室で逢瀬を交わし、激しく口づけする。
榎木田医院長の密命を宇多川悟に伝える役目を務めていた。
患者の女の子のおもちゃを故意に蹴飛ばすほか、後述の加藤刑事の殺害方法を面白がって提案するなど冷徹かつ残忍な性格。
加藤刑事の殺害方法を石原に提案した張本人であるが、夜勤の休憩中、313号室の患者を殺害しているのが榎木田医院長と知った石原から、ワイヤレスイヤホンでチャイコフスキーの曲を聴かされ、面白がって殺人事件の捜査を混乱させる目的で病室の3階の窓から放り投げられ、階下の鉄柵に腹部を貫かれて絶命し、遺体から歯をペンチで抜かれ持ち去られた。
榎木田玲子
演 - 渡辺真起子（第7話 - 最終話）
理事長。榎木田医院長の妻。榎木田グループ創設者の娘。三上誠一の養母。
バディの加藤が殺害された工藤から、事件当日の行動を聴取される。榎木田医院長との間に子供はおらず、跡取りがいないという事もあり、病院を潰して跡地にショッピングモールを建設する事を考えている。
榎木田記念病院関係者の中では良識をわきまえている人物であり、夫の榎木田が313号室の患者たちを殺害していることを察しており、アリサが二次被害に遭わないよう引き留めるが、翔太朗のもとに行かれてしまう。
西垣に実子の誠一が亡くなったのは離婚した前夫の誠（榎木田医院長）と再婚したせいだと逆恨みされ、額や腹部ににネイルガンで釘を打ち付けられ殺害される。

#### 313号室の入院患者
翔太朗と同室に入院する患者たち。
松井時雄〈33〉
演 - 木村了
IT会社（メタバース関連）の経営者。腫瘍マーカーが高く入院3週目。写経の代わりにパソコンでお経をタイピングしている。
同じ病室の患者2人が連続で殺害されたことから勝手に退院するが、その翌日の7月14日、自宅で右肘から下を切断され物干し竿に吊られた遺体で発見される。死因はシアン化合物によるとみられる毒殺。切断された右腕は自宅の乾燥機の中に捨てられていた。
2年前に町田で発生した三上誠一殺害事件の目撃者であったが、警察に通報することなく見殺しにし、その時の様子をスマホで撮影していたことから、復讐のため、榎木田医院長に殺害された。
津田八郎〈49〉
演 - 山本浩司
無職（自称何でも屋）で、詐欺等の前科あり。肝機能障害で入院6ヵ月目。競馬新聞を読み耽っている。
スキャンダル誌のフリーの記者で、実際は肝機能障害ではなく、共謀する看護師・山根に診察記録を改ざんされた上で入院しており、病院広報の遠山と接触を図り、病院の不正会計を調べていたが、連続殺人のスキャンダルを暴くほうが金になると睨み、遠山に理事会が管理する防犯カメラの映像を手に入れるよう命令する。
2年前に町田で発生した殺人事件をアルバイトに目撃証言を聞き出させ、それを元に虚実ないまぜで記事にし、遺族から訴えられており、313号室の入院患者が全員、その町田の殺人事件に接点がある共通項に気づくが、院内のエレベータの中で電動ノコギリを持った榎木田医院長に殺害され、胴体を真っ二つに切断される。
滝中良一〈25〉
演 - 橋本淳
トラック運転手。椎間板ヘルニアで入院3ヵ月目。握力グリップを握り続けている。既婚者。
近日退院予定であったが、7月10日、翔太朗のベッドの下から翔太朗のスマホを握りしめた下半身がない状態の遺体で発見される。
後に下半身は病院の調理場の寸胴鍋で煮込まれた状態で発見される。
2年前に町田で発生した三上誠一殺害事件をトラック内で弁当を食事中に目撃しているが、警察に通報することなく見殺しにしていたことから、復讐のため、榎木田医院長に殺害された。
後藤田健斗〈35〉
演 - 森田甘路
カーテンレールのセールスマン。離婚歴あり。肝硬変で入院4ヵ月目。読書や計算ドリルに集中している。
翔太朗と榎木田医院長が親しげに話していたのを目撃し、アリサに翔太朗を信じていいのかと夜更けに病室を訪れ質問し、もし自分が死ぬようなことがあれば、翔太朗を置いてひとりで病院を逃げるよう忠告する。
更に別の日の夜更けにアリサの病室を訪れ、アリサが退院できないのはすべて翔太朗のせいだと訴える最中、アリサの目の前で榎木田医院長に電動ノコギリで頭頂から股まで真っ二つに切断され、殺害される。
2年前に町田で発生した三上誠一殺害事件の舞台となったコンビニの店員であったが、新沼亮太に逆恨みされることを恐れ、警察に通報することなく見殺しにしたことから、復讐のため、榎木田医院長に殺害された。
下塚半太〈39〉
演 - 大水洋介（ラバーガール）
焼肉店の経営者。眼窩底骨折と肋骨骨折で入院2ヵ月目。ジグソーパズルに興じている。
焼肉店の酔っぱらった客に暴行を受けて上記の傷を負っている。
7月11日、洋式便器に頭を突っ込んだ格好で看護師・山根に発見されるが、頭部が切断された遺体であった。
後に頭部は病院のゴミ捨て場にレジ袋に入れられた状態で発見される。
2年前に町田で発生した三上誠一殺害事件の舞台となったコンビニの道向かいに自身の経営する焼肉店があり、事件を目撃していたが、警察に通報することなく見殺しにしていたことから、復讐のため、榎木田医院長に殺害されていた。

#### 入院患者
三上多恵〈90〉
演 - 藤夏子
翔太朗がアリサの病室を訪れた際、病室から出てきた高齢女性。その日は酸素吸入器の具合が悪く、アリサの病室に替わっていた。
病院の事情を知り過ぎたことから認知症のふりをしており、夜更けに突如アリサの病室を訪れ「病院から逃げろ」と忠告し、アリサが翔太朗と一緒に逃げたいと言ったことから、翔太朗に接触してアリサが集合場所と時間を書いたメモをボケたふりをして渡す。
病院の中庭を散歩中の翔太朗とアリサに何かを伝えようと駆け寄ってきた際、バックしてきたトラックに轢かれ大量出血で死亡する。
死亡事故をきっかけに榎木田院長の実母であったことが判明。
息子の榎木田医院長が、孫の誠一を見殺しにし、死後も遺族を逆なでする行為に及んだ者たちを病院内で殺害していることに気づき、殺人をやめるよう注意したため、榎木田医院長の指示で動いた宇多川に自動車事故に偽装され殺害された。

### 古岡警察署
人体の一部を持ち去る連続猟奇殺人事件と榎木田記念病院の連続殺人事件の捜査に当たる。
工藤文世
演 - 池田鉄洋
刑事第一課の刑事。ハンチング帽とアロハシャツがトレードマーク。
連続猟奇殺人事件の犯人を追っており、交通事故ながら、翔太朗に疑惑を持ち事情聴取に訪れる。
バディで好意を寄せていた加藤がチャイコフスキーの連続猟奇殺人犯に殺害されたことから、犯人逮捕に執念を燃やす。
雨の降りしきる中、病院外のベンチで宇多川にナイフで左脇腹を刺され、重篤な状態となるが、榎木田医院長と石原医師の緊急手術で一命を取り留め、集中治療室から313号室に移される。
連続猟奇殺人犯が石原医師と判り彼が目の前に現れると、加藤の復讐のため所持していた拳銃で撃ち殺そうとするが、加藤が生前、工藤なら誤ったことをしないはずだと言っていたことを思い出し、思いとどまり、加藤の無念を晴らすため、彼女が生前使用していた手錠を石原の手にかけて逮捕した。
313号室の患者の殺人犯が榎木田医院長と知り、313号室で翔太朗を正に殺害しようとするところに現れ、榎木田の左肩を狙撃するが、彼に手錠をかけようとした際に反撃に転じられ、胴体を電動ノコギリで真っ二つに切断され死亡する。
加藤桜
演 - 堀口紗奈
刑事第一課の刑事。工藤のバディ。夜食にカップ麺を好んで食べる。青森出身。
看護師に扮装し夜の榎木田記念病院で潜入捜査を行うが何者かに襲われ失神し、棺桶に閉じ込められ火葬場で生きたまま焼き殺される。犯人と思われる人物が110番通報した電話口から工藤に助けを求める加藤の叫び声と、チャイコフスキーの曲が確認され、工藤が加藤の遺骨を調べさせたところ、喉仏の骨を持ち去られていた。
潜入捜査時、何者かに襲われた際にキスをされ、通路の壁に口を拭った口紅の痕跡を残しており、分析の結果、石原医師の唾液のDNAが検出される。
石原に襲われた後に駆け付けた看護師の野田が提案したことにより、石原の手で火葬場に運ばれ、生きたまま焼き殺された。
篠田
演 - 吉田ウーロン太（第4話 - ）
刑事第一課の刑事。
大川（おおかわ）
演 - 兒玉宣勝
古岡警察署の刑事課長。連続殺人犯の足取りを掴めない部下たちを捜査本部で激しく叱責する。
与田
演 - 潟山セイキ （第4話 - ）
群馬県警本部長。

### ゲスト

#### 第1話
少女
演 - 長谷川澪（第7話）
アリサと同じ3号棟に入院している女の子。シンバルを鳴らす猿のおもちゃの持ち主。看護師の野田の説明によると、話のきっかけが欲しいのでこのおもちゃを廊下に出すいたずらをしている。

#### 第3話
山之内優馬〈46〉
演 - 小堀裕之（2丁拳銃）（第4話・第5話）
テレビ東洋ドラマ部プロデューサー。翔太朗の見舞いに現れ、病院での猟奇殺人事件をベースに、脚本家が犯人の考察物の連続殺人ミステリーを脚本することを勧める。
7月15日深夜にアリサに会いに行く翔太朗の身代わりに翔太朗のベッドの中に潜り込んでいたが、何者かに薬で眠らされ、両足に取り付けたワニ口クリップのバッテリーコードに電流を流され感電死する。後に右足にギブスをする自分と間違って山之内が殺害されるはずがないと翔太朗に推理される。
翔太朗が2年前の町田の殺人事件を元にした脚本家デビュー作「セクシー刑事」のプロデューサーを務めおり、遺族の神経を逆なでしたことから、その報復に榎木田医院長に殺害された。
焼肉店のアルバイト
演 - 一ノ瀬竜、末吉9太郎、土路生優里
下塚の焼肉店のアルバイト。殺害された下塚の身辺調査のために工藤たちから事情聴取を受ける。
江口美由紀〈25〉
演 - 熊谷麻衣
病院の購買部の女性。病院駐車場に駐車したチャイコフスキーの「ピアノ協奏曲第1番」が流れる車内で、右足が切断され持ち去られた遺体が発見される。死亡推定時刻は7月13日午後10時から7月14日午前3時の間、死因は紐状のものによる絞殺。
殺害される直前に313号室の松井と院内で話をしていたことから、313号室の患者を殺害しているのが榎木田医院長と知るチャイコフスキーの殺人犯の石原医師が、面白がって捜査を混乱させるため殺害された。

#### 第4話
敏（びん）
演 - 増澤ノゾム
古岡警察署の刑事。購買部の江口が亡くなる直前まで松井と話をしていたことから、病院を抜け出した松井の事情聴取に彼の自宅を訪れるが、右肘から先が切断され、物干し竿に吊られた松井の遺体を発見する。

#### 第5話
遠山健二〈46〉
演 - 岩本淳（第7話 - 第10話）
榎木田記念病院の広報。殺人が立て続けに起きたことで業務に対応しきれず、家族から心配され広報の仕事の辞職を申し出る。
津田に脅され、榎木田病院が外部に知られたくない不正の証拠となる資料を持ち出し家族の待つ自宅に戻るが、自宅の前で石原医師に襲われ、布団圧縮機の梱包袋に拘束された状態で閉じ込められ、掃除機で真空吸引され絶命する。その際、持ち出していた病院の不正会計の資料や病院の防犯カメラの映像データの入ったUSBメモリを奪い去られている。
藤沢亮太
演 - 高久慶太郎（第7話 - 第9話・第11話）
榎木田記念病院の顧問弁護士。
新聞記者
演 - 氏家恵、遊屋慎太郎、西村誠治、菜月
5件の殺人でマスコミが押しかけ、苦情の電話が殺到し病院業務に支障をきたしたことから、殺人と榎木田記念病院は無関係と釈明する会見に出席した記者たち。
看護師
演 - 仁科咲姫、結城陽葵
徘徊して行方が分からなくなった三上多恵を探す。

#### 第6話
宇多川悟〈43〉
演 - 長野克弘（第7話 - 第9話）
トラック運転手。病院内でトラックをバックさせた際、三上多恵を轢き殺している。
1か月前まで榎木田記念病院の消化器内科にガン治療で入院していた。
ガンで死期が迫っており、自分の死後、高校進学を控えた娘とその弟たちの面倒をみてもらうことと引き換えに、看護師の野田経由で榎木田医院長の密命を受け、彼の実母である三上多恵を事故に見せかけて殺害していた。
看護師の野田が生前に指示していたことから、刑事の工藤を刃物で刺し行方をくらますが、「すべて私がやりました」という遺書と共に現在使用されていない病院の旧館で、巨大なホルマリン漬け容器内に入った全裸死体として古岡警察署の刑事たちに発見される。
後に翔太朗の運転する乗用車にトラックで衝突し、榎木田記念病院に入院させる工作にも加担していたことが判明する。

#### 第8話
加藤陽子
演 - 宮田早苗
加藤桜の母親。青森から古岡警察署を訪問し、工藤に殉職した娘を殺した犯人を逮捕して欲しいと願い出る。
内山浩二
演 - 石井一彰
榎木田記念病院の医師。私用で不在の石原医師の代理で、翔太朗を診察する。
瀬尾圭介
演 - 辻川慶治（第10話・第11話）
榎木田理事長の秘書。看護師の野田が亡くなった晩の理事会が管理する防犯カメラの映像を借りに来た工藤に、映像を確認したが、野田は誰かに突き落とされたわけでなくひとりで窓から転落したと教え、その防犯カメラの映像は榎木田医院長が回収したと告げる。

#### 第9話
赤松康弘
演 - オクイシュージ（第10話・第11話）
古岡警察署の刑事。工藤がナイフで刺されたことから、313号室の入院患者たちに事情聴取に現れる。
工藤を刺した犯人がまだ病院内に潜伏している可能性があると考え、院内を捜索した際、旧館でホルマリン漬けの宇多川の全裸死体を発見する。
村西守
演 - 有原遺智（第10話・第11話）
古岡警察署の刑事。赤松に帯同して事情聴取に現れる。赤松と共に宇多川の全裸死体を発見する。

#### 第10話
入院患者
演 - 志賀圭二郎
45年前、榎木田記念病院の313号室に入院していた患者。発作を起こし、ナースコールで看護師を呼び出すが、虐待されていた娘が看護師・西垣に懇願し、ナースコールを無視されたため亡くなってしまう。
入院患者の娘
演 - 小山萌子
上述の入院患者の娘。父から虐待を受けていたことから殺意を抱いており、次に発作を起こした際は無視して欲しいと当時21歳の看護師・西垣に懇願し、そのことで西垣はその父からのナースコールを無視し、見殺しにしている。その経緯を知った榎木田が呼吸器不全による死亡として処理し事件を隠蔽していた。
瀬下遼大、櫛田楱
演 - 石橋遼大（四千頭身）、中村榛
翔太朗の脚本家デビュー作の刑事ドラマ「セクシー刑事」（関東ローカルの深夜ドラマ）に出演する俳優。
ドラマの犯人
声 - 斉藤光洋
「セクシー刑事」に登場する犯人。

#### 第12話
三上誠一
演 - 大門崇
榎木田医院長と西垣との間に産まれた息子。町田の殺人事件の被害者。正義感が強く、自分の意見をハッキリ話す性格で国立医大に進学するなど利発な青年。そうした彼の様子を見た祖父の榎木田から血縁がないながらも後継者と認められかけていた矢先、コンビニ店内で喫煙していた新沼亮太を注意したことから店外で暴行を受け、なおも間違っていると指摘し続けたことから新沼に電動ノコギリで切り殺される。
藤森渚
演 - 岬あかり
三上誠一の交際相手。三森アリサ（藤森アリサ）の姉。恋人の三上誠一を殺害した新沼亮太がコンビニ前で事件の実況見分をしているところに、復讐のため自動車で衝突して殺害し、その際、自身も頭部を強打して亡くなっている。
新沼亮太
演 - 髙橋里恩
町田の殺人事件の加害者。戸賀沼工務店の作業員。コンビニ店内で喫煙していたことを三上誠一に注意されたことに逆切れし、店外で誠一を暴行するが、なおも喫煙が間違っていると指摘されたため、電動ノコギリで誠一を切り殺ろした。
逮捕後、コンビニ前で殺人事件の実況見分をしているところに、藤森渚の運転する自動車で衝突され死亡する。
コンビニの女性店員
2年前の町田のコンビニで後藤田と共に勤務していた留学生のアルバイト従業員。誠一が暴行を受けている場面を目撃して同僚の後藤田に警察へ通報するべきではないかと話すが、後藤田から「関わり合いになると面倒だから」と言われた事をきっかけに「見て見ぬ振り」をしてしまう。事件後、母国に帰国した際に榎木田に殺害される。
捜査員
演 - 斉藤光洋
古岡警察署の刑事。篠田と共に石原祐二をパトカーで連行する。

## スタッフ
- 企画・原作 - 秋元康
- 脚本 - 秋元康、宮本武史、服部隆、吉﨑崇二[注 2]
- 監督 - 本橋圭太、上田迅、井上雄介
- 音楽 - 矢野博康
- オープニングテーマ - Sexy Zone「Sleepless」（Top J Records）[15]
- 主題歌 - みゆな「凝視」（A.S.A.B）[16]
- 医療監修 - 根本千尋
- 警察監修 - 大橋菊夫
- チーフプロデューサー - 森田昇（テレビ東京）
- プロデューサー - 北川俊樹（テレビ東京）、平部隆明
- 制作 - テレビ東京、ホリプロ
- 製作著作 - 「赤いナースコール」製作委員会

## 放送日程
| 話数       | 放送日  | ラテ欄                                                     | 脚本            | 監督     |
| ---------- | ------- | ---------------------------------------------------------- | --------------- | -------- |
| episode 1  | 7月11日 | 秋元康の最恐ホラー 入院したら最期!? 全員怪しい謎の恐怖病院 | 秋元康 宮本武史 | 本橋圭太 |
| episode 2  | 7月18日 | 奇妙な病院内を徘徊する殺人犯! 目的は? 今日の犠牲者は誰!?   | 秋元康          | 本橋圭太 |
| episode 3  | 7月25日 | 次は誰だ!? 止まない謎多き殺人… 接近する恋人たちに迫る罠!!  | 秋元康 服部隆   | 本橋圭太 |
| episode 4  | 8月01日 | 顔面包帯が暴く真相 止まらない連続殺人…真夜中に襲う電ノコ   | 秋元康          | 上田迅   |
| episode 5  | 8月08日 | 牙を剥く異常病院!? 謎老婆と電ノコ男導く午前0時の犠牲者!!   | 秋元康 宮本武史 | 本橋圭太 |
| episode 6  | 8月15日 | テレ東社内ザワつく衝撃回… 前半戦最後の悲劇ここに極まれり   | 秋元康          | 本橋圭太 |
| episode 7  | 8月22日 | 被害者の目的と謎の口紅!? 犯人の魔の手は新たな標的に向かう  | 秋元康          | 本橋圭太 |
| episode 8  | 8月29日 | 消えたカメラ映像… 三つ巴の争奪戦!! ある人物の裏の顔が暴露  | 秋元康          | 上田迅   |
| episode 9  | 9月05日 | 313号室秘める謎!! 予想外の2人が密会…真相迫る夜の訪問!!     | 秋元康          | 井上雄介 |
| episode 10 | 9月12日 | 試される2人の絆!! 1人の犠牲者が紐解く犯人盲点と事件の鍵    | 秋元康          | 上田迅   |
| episode 11 | 9月19日 | 1人目の犯人判明!! 暴走する愛情と殺人者が選ぶ最悪の一手!!   | 秋元康          | 本橋圭太 |
| episode 12 | 9月26日 | 2年前の過去事件を全て見せます! 衝撃のラスト5分最大恐怖     | 秋元康          | 本橋圭太 |

## 放送局
| 放送期間                | 放送時間           | 放送局         | 対象地域       | 備考     |
| ----------------------- | ------------------ | -------------- | -------------- | -------- |
| 2022年7月11日 - 9月26日 | 月曜 23:06 - 23:55 | テレビ東京     | 関東広域圏     | 製作局   |
|                         |                    | テレビ大阪     | 大阪府         |          |
|                         |                    | テレビ愛知     | 愛知県         |          |
|                         |                    | テレビせとうち | 岡山県・香川県 |          |
|                         |                    | テレビ北海道   | 北海道         |          |
|                         |                    | TVQ九州放送    | 福岡県         |          |
|                         |                    | びわ湖放送     | 滋賀県         | [ 注 3 ] |
|                         |                    | 奈良テレビ     | 奈良県         |          |
|                         |                    | テレビ和歌山   | 和歌山県       |          |
|                         |                    | 岐阜放送       | 岐阜県         |          |

## その他
- episode6（第6話）では「今回は映像表現において、特にショッキングなシーンがあります。ご了承の上、ご覧ください」と、番組冒頭で注意テロップが表示され、話題となった[19][20]。

## 関連商品

### 映像商品
『赤いナースコール DVD-BOX』・『赤いナースコール Blu-ray BOX』
販売元：ハピネット・メディアマーケティング、発売：2023年1月11日
Blu-ray / DVD BOXには本編のほか、撮り下ろしの座談会、スペシャルNG集、記者会見映像を収録。